# Province de Requena
Pour les articles homonymes, voir Requena.
La province de Requena (en espagnol : Provincia de Requena) est l'une des sept provinces de la région de Loreto, au nord du Pérou. Son chef-lieu est la ville de Requena (en).

## Géographie
La province couvre 49 488,8 km2. Elle est limitée au nord par la province de Maynas, à l'est par la province de Mariscal Ramón Castilla et le Brésil, au sud par la province d'Ucayali et à l'ouest par la province de Loreto.

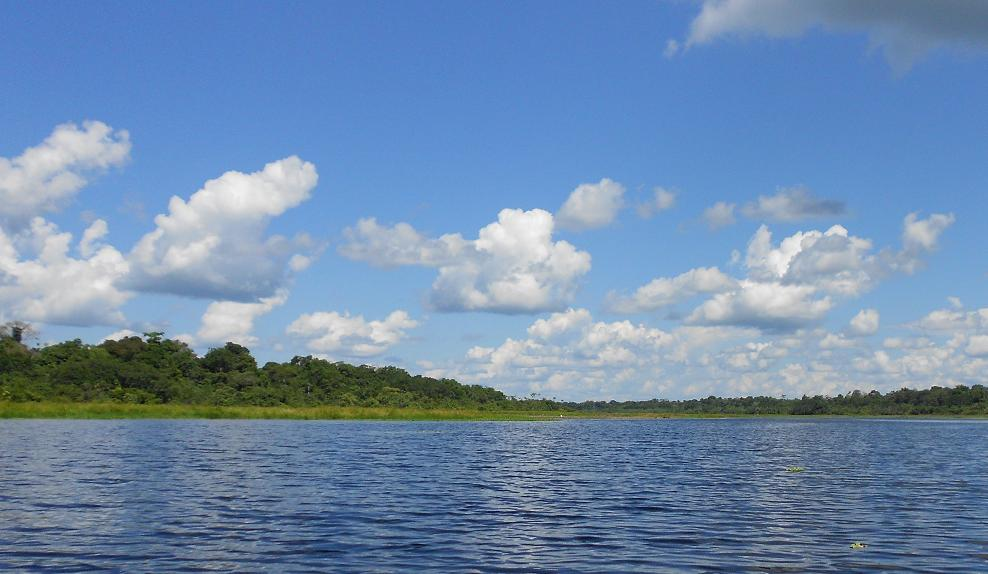
Rivière Tapiche, Pérou

## Environnement/biodiversité
Ce territoire abrite une biodiversité exceptionnelle et des populations autochtones ayant encore très peu de contacts avec la "civilisation", ce qui a justifié la création de la « Zona reservada Sierra del Divisor » (en 2006), territoire qui pourrait devenir parc national, dans la continuité du parc national homologue de l'autre côté de la frontière avec le Brésil (Parc national de la Serra do Divisor). 

## Population
La population de la province s'élevait à 67 927 habitants en 2005.

## Subdivisions
La province de Requena est divisée en onze districts :
- Alto Tapiche
- Capelo
- Emilio San Martín
- Jenaro Herrera
- Maquía
- Puinahua
- Requena
- Sapuena
- Soplin
- Tapiche
- Yaquerana